# پرتنهال
پرتنهال (به انگلیسی: Pertenhall) یک روستا و محله مدنی در بریتانیا است که در Bedford واقع شده‌است. پرتنهال ۲۰۷ نفر جمعیت دارد.